# Eragrostis pilgeri
Eragrostis pilgeri är en gräsart som beskrevs av Friedrich Karl Georg Fedde. Eragrostis pilgeri ingår i släktet kärleksgrässläktet, och familjen gräs.
Artens utbredningsområde är Peru. Inga underarter finns listade i Catalogue of Life.